# Lucius Menenius Lanatus
Lucius Menenius Lanatus est un homme politique romain du Ve siècle av. J.-C., consul en 440 av. J.-C.

## Famille
Il est membre des Menenii Lanati, branche de la gens Menenia. Il est le fils de Titus Menenius Lanatus, consul en 477 av. J.-C., et le frère d'Agrippa Menenius Lanatus, consul en 449 av. J.-C. Son nom complet est Lucius Menenius T.f. Agripp.n. Lanatus.

## Biographie
Il est probablement consul en 440 av. J.-C. avec Proculus Geganius Macerinus si on suit la tradition rapportée par Tite-Live ou Cassiodore. Toutefois, si on suit les indications fournies par Diodore de Sicile et par le Chronographe de 354, le consul de 440 av. J.-C. se prénomme Titus et non Lucius et pourrait donc être identifié à Titus Menenius Lanatus, consul en 452 av. J.-C.
Quoi qu'il en soit, durant le mandat des consuls de 440 av. J.-C., la population romaine subit une grave famine. Les consuls tentent d'y remédier en faisant élire un « intendant des vivres », sorte de préfet de l'annone républicain. Lucius Minucius Esquilinus Augurinus selon Tite-Live réussit à limiter un peu la disette qui sévit. C'est probablement cette même année que Manius Marcius, édile de la plèbe, organise une distribution de grain destinée à la plèbe, à raison d'un tiers de boisseau romain (modius) par individu.
L'exemple de Manius Marcius est suivi l'année suivante par Spurius Maelius, un riche membre de l'ordre équestre, qui a acheté de très grandes quantités de blé à ses frais en Étrurie et qui les distribue au peuple gratuitement. Sa popularité devient telle que les patriciens sont persuadés qu'il veut en profiter pour tenter de devenir roi et le font assassiner par l'intermédiaire du maître de cavalerie Caius Servilius Ahala.

### Auteurs antiques
- Tite-Live, Histoire romaine, Livre IV, 12-13 sur le site de l'Université de Louvain

### Auteurs modernes
- (en) T. Robert S. Broughton, The Magistrates of the Roman Republic : Volume I, 509 B.C. - 100 B.C., New York, The American Philological Association, coll. « Philological Monographs, number XV, volume I », 1951, 578 p.